# Баймаканов, Мурат Тажимуратович
Мурат Тажимуратович Баймаханов (род. 1 ноября 1933, Алматы) — учёный, доктор юридических наук (1973), профессор (1993), академик Национальной Академии Наук Казахстана.

## Биография
Родился 1 ноября 1933 года в Алма-Ате, Казахской ССР.
В 1957 году окончил МГУ.
В 1962—1992 — научный сотрудник, научный секретарь, заведующий отделом, заместитель директора, директор Института философии и права.
В 1992—1995 — председатель Конституционного Суда Республики Казахстан.
С 1995 проректор университета «Кайнар» и Высшей школы права «Әділет». Принимал участие в создании Конституции Казахстана и законопроекта об органах государственного управления
В 1978—1993 — выступал с докладом на международных конгрессах в США, Франции, Бразилии и других странах.
Основные направления научных работ: конституционное право, теория государства и права, политология.

## Награды и премии
Лауреат премии имени Чокана Валиханова (1973).
Указом президента РК от 5 декабря 2020 года награждён орденом «Парасат».

## Научные труды
- Противоречия в развитии правовой надстройки при социализме, А.-А., 1972;
- Становление суверенитета Республики Казахстан, А., 1994;
- Взаимодействие правового сознания с моралью и нравственностью в обществе переходного периода, А., 1995.